# Conor Oberst
Conor Mullen Oberst (Omaha, 1980. február 15. –) amerikai énekes és dalszerző. Pályafutása során számos együttesben (Bright Eyes, Desaparecidos, The Faint (korábban Norman Bailer), Commander Venus, Park Ave., Conor Oberst and the Mystic Valley Band és Monsters of Folk) játszott. A Rolling Stone magazin 2008-ban az év dalszerzőjének választotta.
Felesége Corina Figueroa Escamilla, akivel 2010-ben, egy mexikói felvétel során ismerkedett meg.

## Élete
Conor Mullen Oberst 1980. február 15-én született a nebraskai Omahában. Szülei Matthew Ryan Oberst, Sr., a Mutual of Omaha információs menedzsere, valamint Nancy Oberst, az Omaha Public Schools iskolakerület általános iskolai ágazatának igazgatója. Bátyjai a 2016 novemberében hirtelen elhunyt Matthew Ryan Oberst, Jr. tanár és félállású zenész, Conor egyik albumának finanszírozója, továbbá a Sorry About Dresden tagja; az együttesnek tagja volt Conor is; másik testvére Justin H. Oberst, aki a Nebraskai Egyetem jogi iskolájában végzett, és egy ügyvédi iroda ügykezelő partnere.
Conor a St. Pius X/St. Leo Schoolban az iskolai kórus és több zenei csoport tagja is volt, valamint a Creighton Preparatory Schoolba is járt. Ő is beiratkozott a Nebraskai Egyetemre, de három félév után kimaradt, hogy zenei karrierjével törődhessen.

## Pályafutása

### Kezdetek
Ted Stevens (a Mayday és Cursive együttesek tagja) egy 1992-es éjszakán Conort elhívta fellépni. A szintén részt vevő Bill Hoover néhány héttel később szintén játszani hívta. A két fellépés közötti időben Oberst elég dalt írt ahhoz, hogy egy teljes koncertet adjon, így megalapozza zenészi karrierjét. Ezek után hamarosan számai rögzítésébe kezdett: akusztikus gitáron eljátszott alkotásait családja házának pincéjében, apjának négy csatornás kazettás magnójával rögzítette.
1993 közepén jelent meg az első, Water című album. A kazettás kiadást a Lumberjack Records kiadón keresztül Conor bátyja, Justin finanszírozta. A vállalkozásból lett később a Saddle Creek Records; ennek Conor alapítója és későbbi elnöke.
Két szólólemezt követően 1995 közepén Conor és négy barátja életre hívta a Commander Venus zenekart.
A Sing, Eunuchs! 1996-ban adta ki a csak kazettán megjelent The Soundtrack to My Movie albumot, amelyet a Here’s to Special Treatment követett. Ekkoriban jelent meg a Bill Hoover közreműködésével megalkotott Kill the Monster Before It Eats Baby, amelyet 7”-es hanglemezen dobtak piacra.

### The Faint
Az együttest egy 1994-es Slowdown Virginia-koncert után alapította Oberst, Joel Petersen, valamint a testvérpár Todd Fink és Clark Baechle; a csapat ekkor még a Norman Bailer nevet viselte.
Conor néhány nappal később jelezte a többieknek, hogy hamarosan Kilgore-ban fognak fellépni. Annak ellenére, hogy soha nem adtak koncertet, az eseményre kilenc számot is felvettek. 1995-ben albumuk, a Sine Sierra megjelent kazettán.

### Commander Venus
A Commander Venust 1994-ben alapította Conor Oberst, Tim Kasher, Ben Armstrong és Robb Nansel. Fennállásuk alatt két lemezt jelentettek meg: Do You Feel at Home? (1995) és Uneventful Vacation (1997). Tim Kasher később a Cursive együttes atyja, Robb Nansel pedig a Saddle Creek Records társalapítója lett. Kasher akkor hagyta ott a zenekart, amikor saját csapatával a második stúdióalbum felvételére készültek; helyét Todd Baechle vette át. A Commander Venus 1998-ban oszlott fel.

### The Magnetas
A Conor Oberst, Todd Fink (The Faint) és Chris Huges (Beep Beep) által alkotott trió az 1996-os év egy rövid szakaszában létezett csak. Három dalt vettek fel; az Anex, Anex felkerült a Ghostmeat Records kiadó Parts válogatáslemezére. A másik kettő, még létező szám a Clatter és a Science Fiction in Schools.

### Park Ave.
1996 januárjától Conor a Park Ave. dobosa lett. A zenekar tagjai voltak még Clark Baechle, Jenn Bernard, valamint Neely Jenkins és Jamie Williams (ők ketten ma a Tilly and the Wall tagjai). Körülbelül 10–15 koncertet adtak, viszont számos dalt jelentettek meg (ezek közül soknak Mike Mogis volt a producere). A csoport 1998-ban oszlott fel, amikor a frontember, az énekes és dalszerző Jamie Williams Londonba költözött. Az Urinine Records 1999-ben kiadta egyetlen elkészült albumukat (When Jamie Went to London… We Disbanded), amely azóta a Team Love Records gondozásában még egy kiadást megélt.

### Bright Eyes

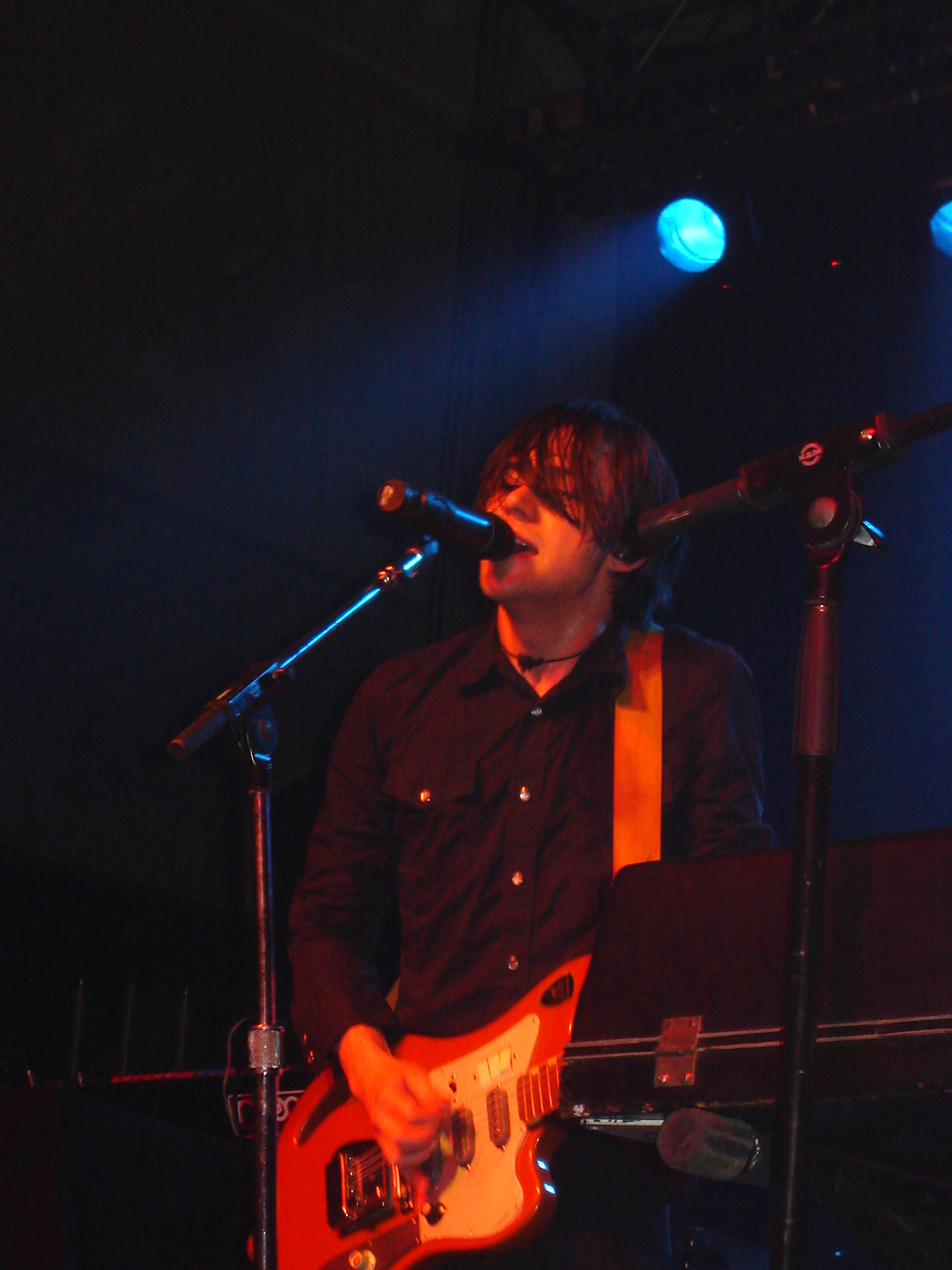
Fellépés a Bright Eyes-szal a wiesbadeni Schlachthofban 2005-ben

A Bright Eyes 1995-ben alakult; a Commander Venus feloszlása után, 1998 januárjában Oberst megjelentette az A Collection of Songs Written and Recorded 1995-1997 lemezt. A következő album a novemberben kiadott Letting Off the Happiness; a számos közreműködő előadót felvonultató stúdióalbumot Conor pincéjében vették fel. Ezután egy év telt el az első középlemezig, az Every Day and Every Nightig. A Fevers and Mirrors 2000 májusában jelent meg; a Pitchfork Media évtizedes 200-as toplistáján a 170. helyen zárt.
A 2002-es Lifted or The Story is in the Soil, Keep Your Ear to the Grounddal Oberst és a zenekar országos figyelmet kapott, több magazin is az év felfedezettjének kiáltotta ki őket. 2005. január 25-én két stúdióalbumot is kiadtak: az egyik a népzenei stílusú I'm Wide Awake, It's Morning, a másik pedig az elektropopra hajazó Digital Ash in a Digital Urn. Az előbbi felkerült a Time magazin tízes listájára.
A Four Winds EP 2007 májusában jött ki, ezt követte áprilisban a Cassadaga nagylemez. A Four Winds dalt a Rolling Stone a száz legjobb közé sorolta. Oberst ezután két évig más projektjeivel foglalkozott; 2009-ben nyilatkozott a Rolling Stone-nak arról, hogy még egy utolsó albumot szeretnének készíteni; ez a The People’s Key, amely 2011. február 15-én, Conor 31. születésnapján jelent meg.

### Desaparecidos

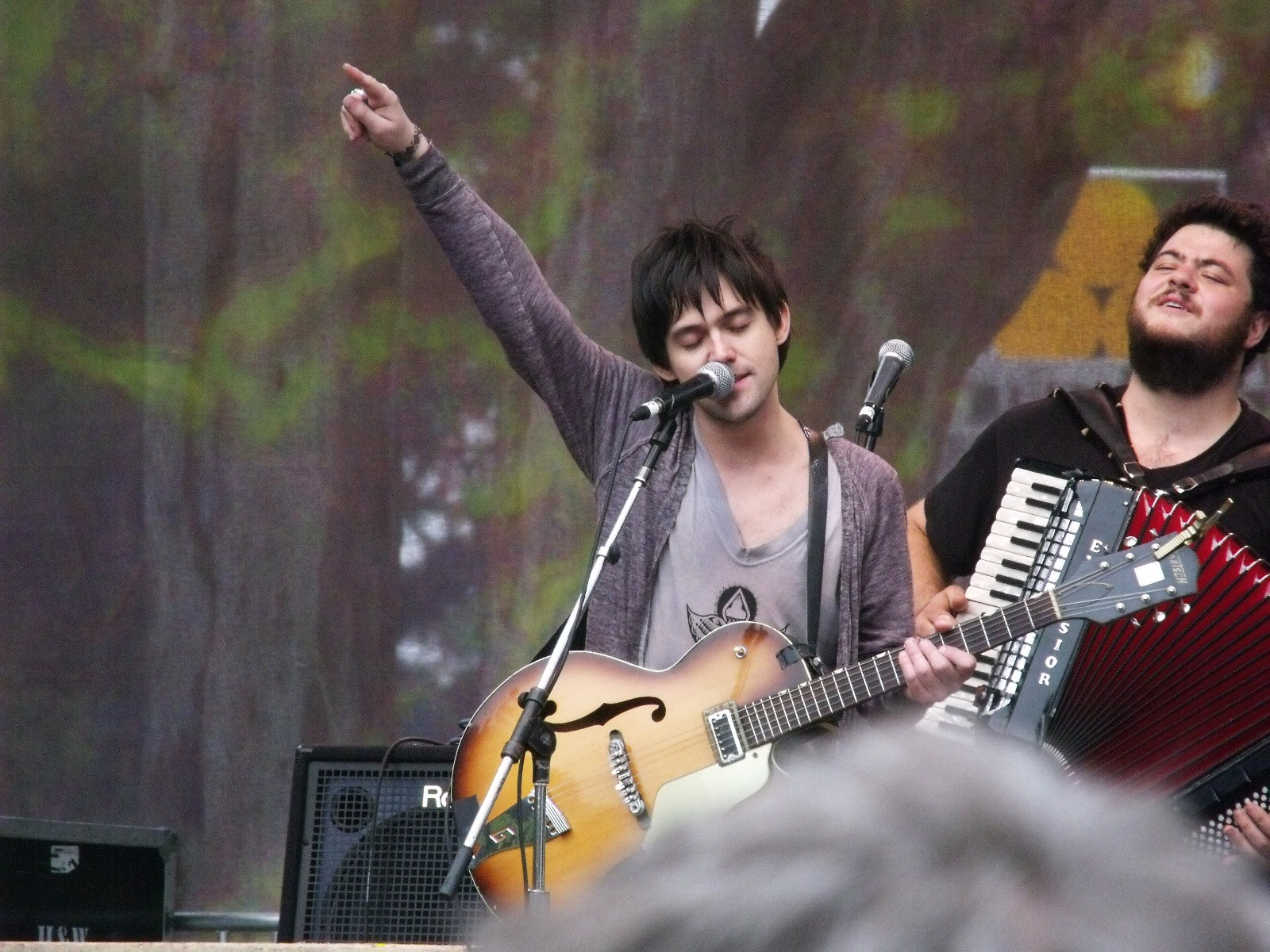
Oberst a San Franciscó-i Hardly Strictly Bluegrass fesztiválon 2010-ben

Oberst a csapat énekese és gitárosa. Stílusuk nagyban eltér a Bright Eyes-étól; az indie rock helyett inkább a punk rockra hajaz. Míg a Bright Eyes szövegei inkább befelé fordulók voltak, a Desaparecidos alkotásai főleg az ország társadalmi ellentéteire, és a kertvárosi lét hátrányaira világítanak rá. Aktív éveik 2001–2002-re tehetők, de később újra összeálltak, hogy a helyi közösségnek koncerteket adhassanak. 2002-ben két alkotásuk jelent meg: az egyik a The Happiest Place on Earth kislemez, a másik pedig a Read Music / Speak Spanish stúdióalbum; mindkettőt a Saddle Creek Records adta ki.
2012-ben hivatalosan is újraalakultak, és önerőből megjelentették a MariKKKopa/Backsell alkotásukat, amely 7”-es lemezen jelent meg. A felvételeken felül koncerteket is adtak. 2013-ban újabb két lemezt adtak ki; a két album az Anonymous / The Left is Right és a Te Amo Camila Vallejo / The Underground Man; később az ezeket bemutató koncertet adtak. 2015-ben bejelentették, hogy június 23-án jelenik meg új, Payola című stúdióalbumuk, amelyet az Epitaph Records ad ki.
2015. október 28-án az együttes közölte, hogy Oberstet gégegyulladás, szorongás és kimerültség miatt nem tud fellépni. Ezután az összes tervezett eseményüket törölték, Conor Oberst pedig hazautazott Omahába felépülni.

### Conor Oberst and the Mystic Valley Band
A 2007 novemberében szárnyra kelt pletykák szerint Oberst szólókarrierjét Jake Bellows segítené, valamint M. Warddal új zenekart alapítanának; ezen kívül december végén két koncertet is adnának Minneapolisban. Conor valóban fellépett, viszont M. Ward helyett Nik Freitas és Jason Boesel támogatta. Következő, februári koncertjüket már külföldön tartották: a mexikói Mexikóvárosban játszottak.
2008. március 31-én bejelentették, hogy Oberst fellép a Reading and Leeds Festivalson, továbbá megjelent az augusztus 31-én az írországi Laois megyében tartott Elecrtic Picnicen. Ezeken felül szeptember végén fellépett a tulsai Cains bálteremben, valamint az Austin City Limitsen; október elején Ausztráliában, valamint október 24-én a San Franciscó-i Warfield Színházban. Az előbbieken felül Oberst volt a wiltshire-i Larmer Tree Gardensben tartott The End of the Road Festival péntek éjszakai fellépője; az eseményt szeptember 12 és 14 között rendezték meg.
2008. augusztus 5-én jelent meg a Conor Oberst című lemez, amelyet a mexikói Tepoztlánban rögzítettek; az album gitárosa Taylor Hollingsworth, a basszust pedig Macey Taylor biztosítja. A lemezt a Merge Records adta ki.

### Monsters of Folk
A zenekar tagjai Conor Oberst, a Bright Eyes-ban is játszó Mike Mogis, a My Morning Jacketben is játszó Jim James és M. Ward. A kvartett mindegyik tagja énekel és játszik az összes előforduló hangszeren. Az első, Monsters of Folk című albumuk 2009. szeptember 22-én jelent meg.

### Szólókarrier
2012 végén, 2013 elején Oberst turnézni indult; az őt gitáron és vibrafonon kisegítő Ben Brodinnal Észak-Amerikában és Európában koncerteztek. Fellépéseik során Bright Eyes, Conor Oberst and the Mystic Valley Band és Monsters of Folk számokat adott elő, valamint új dalokat is játszott.
2014. május 19-én jelent meg új szólólemeze, az Upside Down Mountain. Partnerei a Dawes és Father John Misty csapatokhoz köthető Jonathan Wilson és a First Aid Kit svéd duó tagjai voltak.
2016. október 14-én adta ki hetedik stúdióalbumát (Ruminations) a Nonesuch Records.
Conor 2017. január 18-án jelentette be, hogy készülőfélben van Salutaions lemeze, amely a Ruminations dalainak akusztikus változatait fogja tartalmazni.

## Vállalkozásai

### Saddle Creek Records
Oberst volt az egyike a független lemezkiadó megalapítóinak; a csapat az omahai indie zenei szcénára specializálódott. Velük szerződtek például a Cursive, Desaparecidos, The Faint (akik közben elindították saját, Blank.wav nevű kiadójukat), Rilo Kiley (akik közben elindították saját, Brute/Beaute Records kiadójukat), Bright Eyes, Two Gallants, Son, Ambulance, Azure Ray, The Good Life, és Sorry About Dresden együttesek.

### Team Love Records
Conor Oberst és Nate Krenkel, a Bright Eyes menedzsere „a Saddle Creektől eltérő, kisebb dolgok véghezvitelére” alapították a kiadót; többek között a Tilly and the Wall, Willy Mason, The Felice Brothers, David Dondero, Taylor Hollingsworth szerződött velük, illetve ők kezelik Jenny Lewis szólóalbumát, amelyet a The Watson Twinsszel közösen alkotott meg.

### Pageturners Lounge
Philip Schaffarttal 2012-ben, Omaha belvárosában nyitották meg a Pageturners Lounge-ot, amely alkoholos italok árusítása mellett élőzenét is biztosít. A névvel az előzőleg itt berendezkedett könyvesboltnak állítottak emléket.

## Zenei stílusa
Conor már fiatalon kapcsolatba került a zenével, amely bátyjának, Matthew-nak köszönhető, aki sok együttes (The Smiths, R.E.M., Fugazi, The Cure) iránt rajongott. Conor szerint a The Cure Staring at the Sea kislemeze volt az első, általa vásárolt zenei kiadvány. „Harmadik osztályban kellett, hogy történjen… A kazettát Omahában, egy helyi boltban, a Homer'sben vásároltam. Egyszerűen szerettem Robert Smith hangját. Egyszerűen jól hangzott.”
Conorra a legnagyobb hatást kedvenc helyi szövegírói, David Dondero és Simon Joyner gyakorolták. Joyner „Burn Rubber” dalát a Bright Eyes feldolgozta Take It Easy (Love Nothing) kislemezén. Joynerrel többször is felléptek; ezek az alkalmak Simon családja miatt hétvégére estek.
Oberstre nagy hatással volt továbbá a hatvanas évek „népzenei ébredése”, illetve az ebben „résztvevő” előadók: Neil Young, Leonard Cohen, Emmylou Harris, John Prine és Townes Van Zandt. A folk rock meghatározó alakjaként néha „új Bob Dylanként emlegették”. Feldolgozta Young Harvest című lemezét, illetve közreműködőtt Mike Mogis, Jim James és M. Ward fellépésein. Steve Earle-lel előadták Townes Van Zandt Rex’s Blue című számát; ezen kívül előadott két, John Prine dalt (Crazy as a Looon és Wedding Day in Funerville) is. Emmylou Harris énekel néhány, az I'm Wide Awake, It's Morning lemezen szereplő számban.
A fentieken kívül Oberstre nagy hatást gyakorolt Daniel Johnston is; Devil Town dala a Noise Floor (Rarities: 1998–2005) című Bright Eyes-albumon is szerepel. Az alkotást Elliott Smith inspirálta, ahogy a 2003. október 22-i All Things Considered-interjú során elhangzott: „Amikor nem vagy vidám, nagyon szomorú dalokat kell hallgatnod, például Elliott Smith-ét; szövegei a legédesebbek, legszomorúbbak és legkedvesebbek”. Conor továbbá szerette Smith dalait hallgatni akkor, amikor nem volt beszédpartnere, illetve szomorúnak találta, hogy „[Smith] zenéjével megválaszolta azokat az érzéseket, amiket mások nem tudtak megválaszolni maguknak”. A Motion Sickness: Live Recordings lemezen szerepel Smith The Biggest Lie számának koncerten elhangzott feldolgozása.

## Diszkográfia

### Szólókarrier
| Cím                                                | Részletek | Helyezések | Helyezések | Helyezések | Helyezések | Helyezések | Helyezések | Helyezések | Helyezések |
| Cím                                                | Részletek | US         | US Rock    | US Folk    | AUT        | NLD        | GER        | SWI        | UK         |
| -------------------------------------------------- | --- | ---------- | ---------- | ---------- | ---------- | ---------- | ---------- | ---------- | ---------- |
| Water                                              | - Megjelent: 1993 - Kiadó: Lumberjack - Formátum: magnókazetta                                                       | —          | —          | —          | —          | —          | —          | —          | —          |
| Here’s to Special Treatment                        | - Megjelent: 2004 - Kiadó: Sing, Eunuchs! - Formátum: magnókazetta                                                   | —          | —          | —          | —          | —          | —          | —          | —          |
| The Soundtrack to My Movie                         | - Megjelent: 1996 - Kiadó: Sing, Eunuchs! - Formátum: magnókazetta                                                   | —          | —          | —          | —          | —          | —          | —          | —          |
| Kill the Monster Before It Eats Baby (Bill Hoover) | - Megjelent: 1996 - Kiadó: Sing, Eunuchs! - Formátum: 7” split lemez                                                 | —          | —          | —          | —          | —          | —          | —          | —          |
| Conor Oberst                                       | - Megjelent: 2008. augusztus 4. - Kiadó: Merge Records - Formátum: CD, hanglemez                                     | 15         | 3          | —          | 52         | 73         | 37         | —          | 37         |
| Gentleman’s Pack                                   | - Megjelent: 2008 - Kiadó: saját kiadás - Formátum: CD, hanglemez                                                    | —          | —          | —          | —          | —          | —          | —          | —          |
| Outer South                                        | - Megjelent: 2009. május 5. - Kiadó: Merge Records - Formátum: CD, hanglemez                                         | 40         | 12         | —          | —          | —          | 75         | —          | —          |
| One of My Kind                                     | - Megjelent: 2012 - Kiadó: Team Love Records - Formátum: CD, hanglemez                                               | —          | —          | 12         | —          | —          | —          | —          | —          |
| Upside Down Mountain                               | - Megjelent: 2014. május 19. - Kiadó: Nonesuch Records - Formátum: CD, hanglemez - Eladott példányszám: 39 000 (USA) | 19         | 6          | 1          | 39         | 88         | 54         | 65         | 55         |
| Ruminations                                        | - Megjelent: 2016. október 14. - Kiadó: Nonesuch Records - Formátum: CD, hanglemez                                   | 72         | 9          | 4          | 54         | —          | 82         | 77         | —          |
| Salutations                                        | - Megjelent: 2017. március 17. - Kiadó: Nonesuch Records - Formátum: CD, hanglemez                                   | 137        | —          | —          | 58         | —          | 82         | 89         | 91         |

### Együttesek
- Bright Eyes
- Commander Venus
- Desaparecidos
- Park. Ave
- Monsters of Folk

### Vendégszereplések
| - Mayday – Old Blood (2002) - Arab Strap – Monday at the Hug & Pint (2003) - Criteria – En Garde (2003) - Cursive – The Ugly Organ (2003) - Son, Ambulance – Key (2004) - Maria Taylor – 11:11 (2005); Lynn Teeter Flower (2007); In the Next Life (2016) - The Life and Songs of Emmylou Harris (2016) | - The Album Leaf – Hungry for a Holiday - Dntel – Breakfast in Bed - Melon Galia – N’en Parlon Plus - The Faint – Dust - David Dondero – Less Than The Air - Tilly and the Wall – You and I Misbehaving - Jenny Lewis és The Watson Twins – Handle With Care - Street to Nowhere – Tipsy - First Aid Kit – King of the World - alt-J – Warm Foothills |

## Fordítás
- Ez a szócikk részben vagy egészben  a   Conor Oberst című angol Wikipédia-szócikk ezen változatának fordításán alapul.  Az eredeti cikk szerkesztőit annak laptörténete sorolja fel. Ez a jelzés csupán a megfogalmazás eredetét és a szerzői jogokat jelzi, nem szolgál a cikkben szereplő információk forrásmegjelöléseként.